# Geophilomorpha
Ordre
Les Geophilomorpha sont un ordre de myriapodes (« mille-pattes ») de la classe des Chilopoda.

## Liste des familles
Selon ITIS (9 mars 2016) :
- famille Aphilodontidae Silvestri, 1909
- famille Ballophilidae Cook, 1896
- famille Dignathodontidae Cook, 1896
- famille Geophilidae Leach, 1815
- famille Gonibregmatidae Cook, 1896
- famille Himantariidae Cook, 1896
- famille Linotaeniidae Cook, 1899
- famille Macronicophilidae Verhoeff, 1925
- famille Mecistocephalidae Bollman, 1893
- famille Neogeophilidae Silvestri, 1918
- famille Oryidae Cook, 1896
- famille Schendylidae Cook, 1896

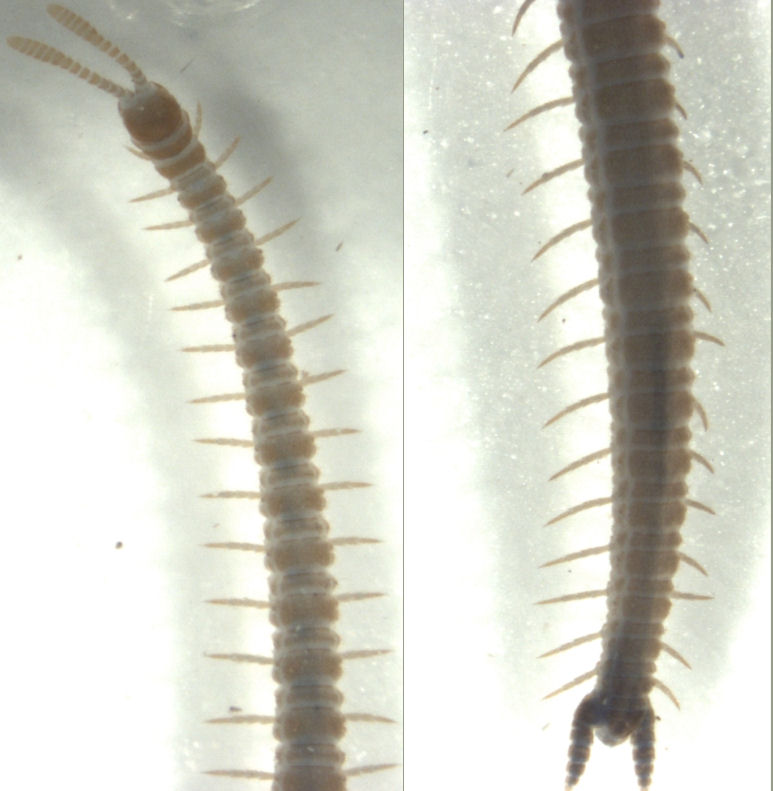
Ballophilus hounselli (Ballophilidae).
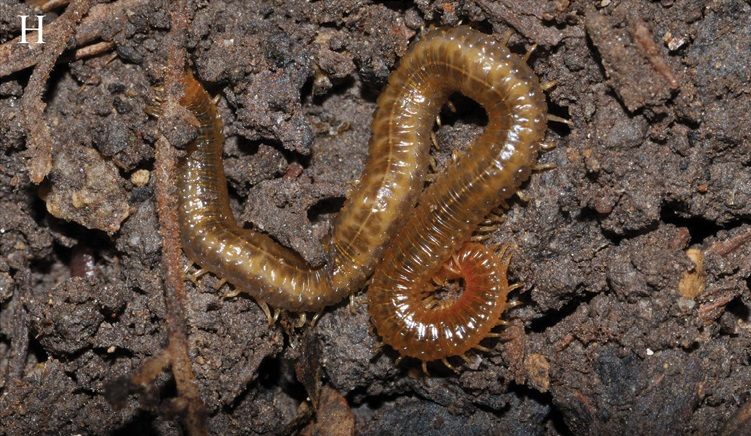
Henia vesuviana (Dignathodontidae).
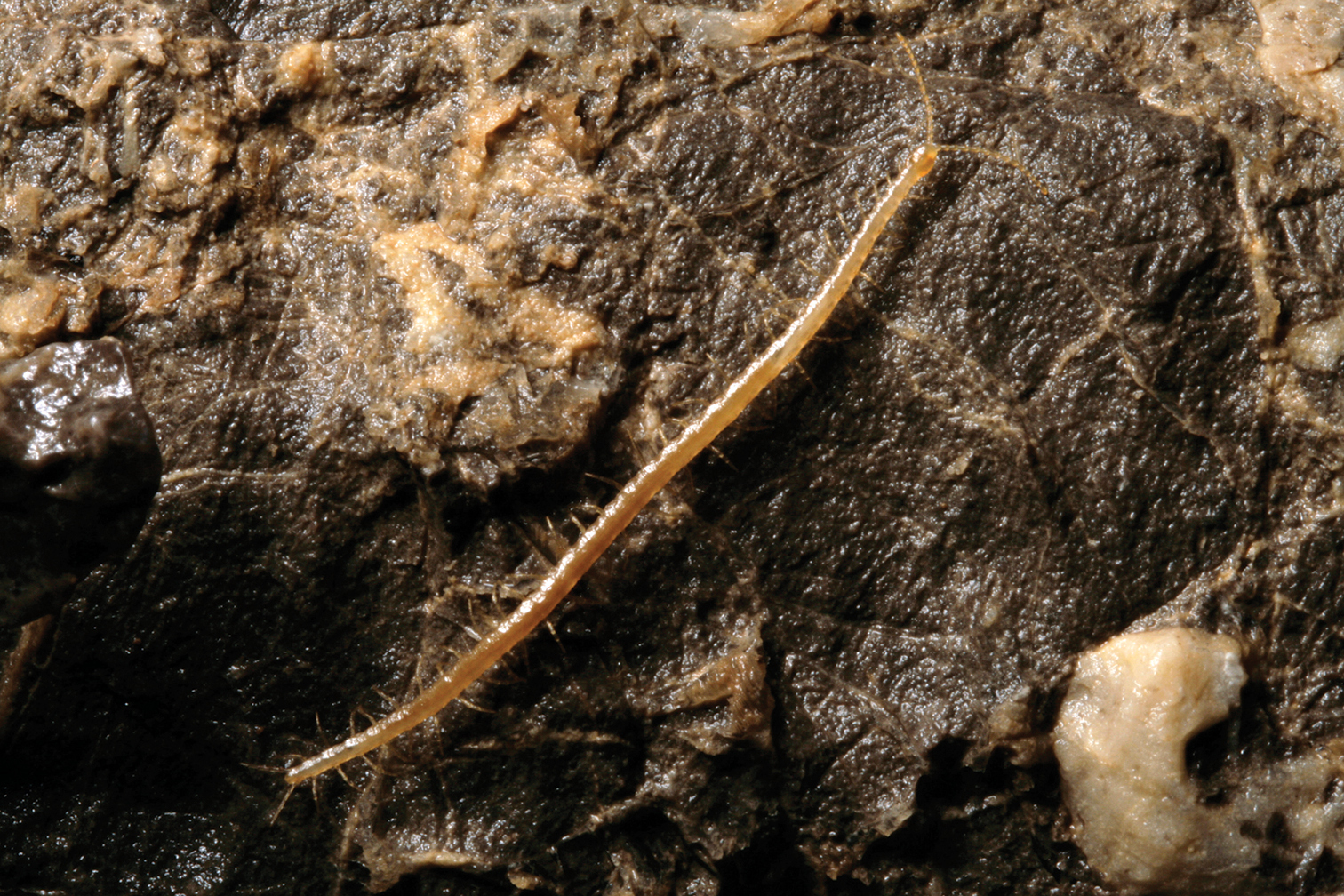
Geophilus hadesi (Geophilidae).
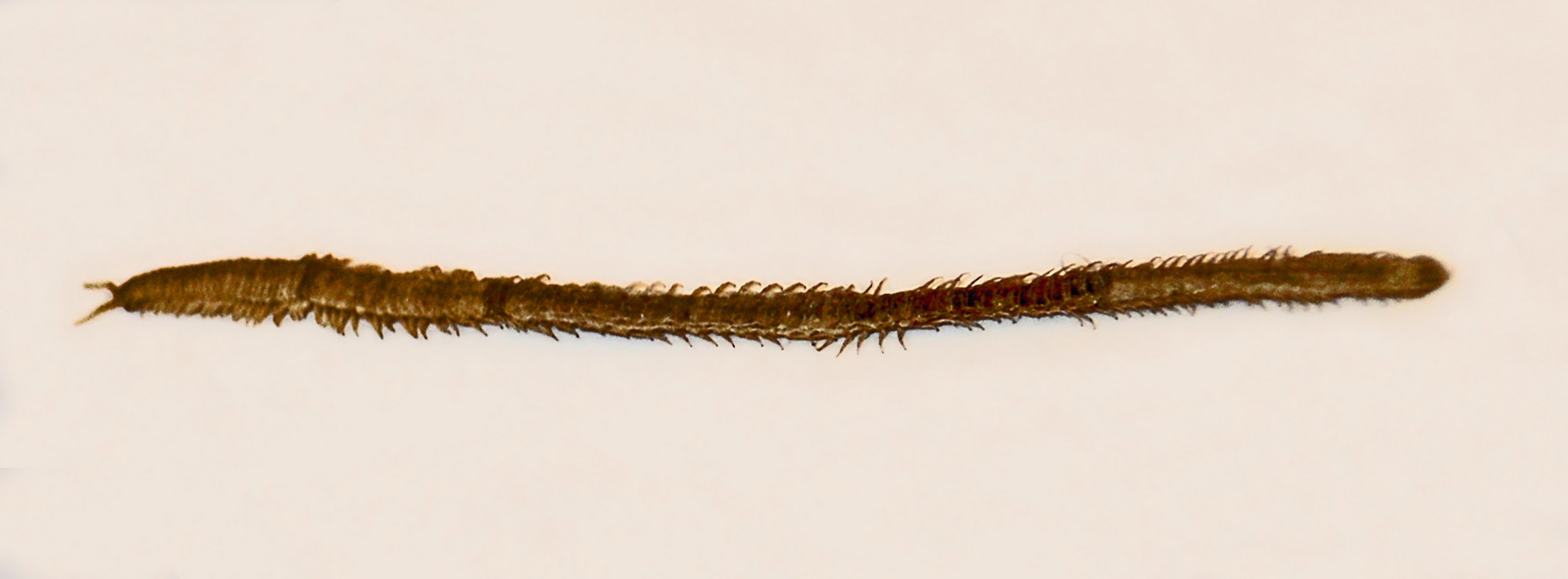
Himantarium gabrielis (Himantariidae).
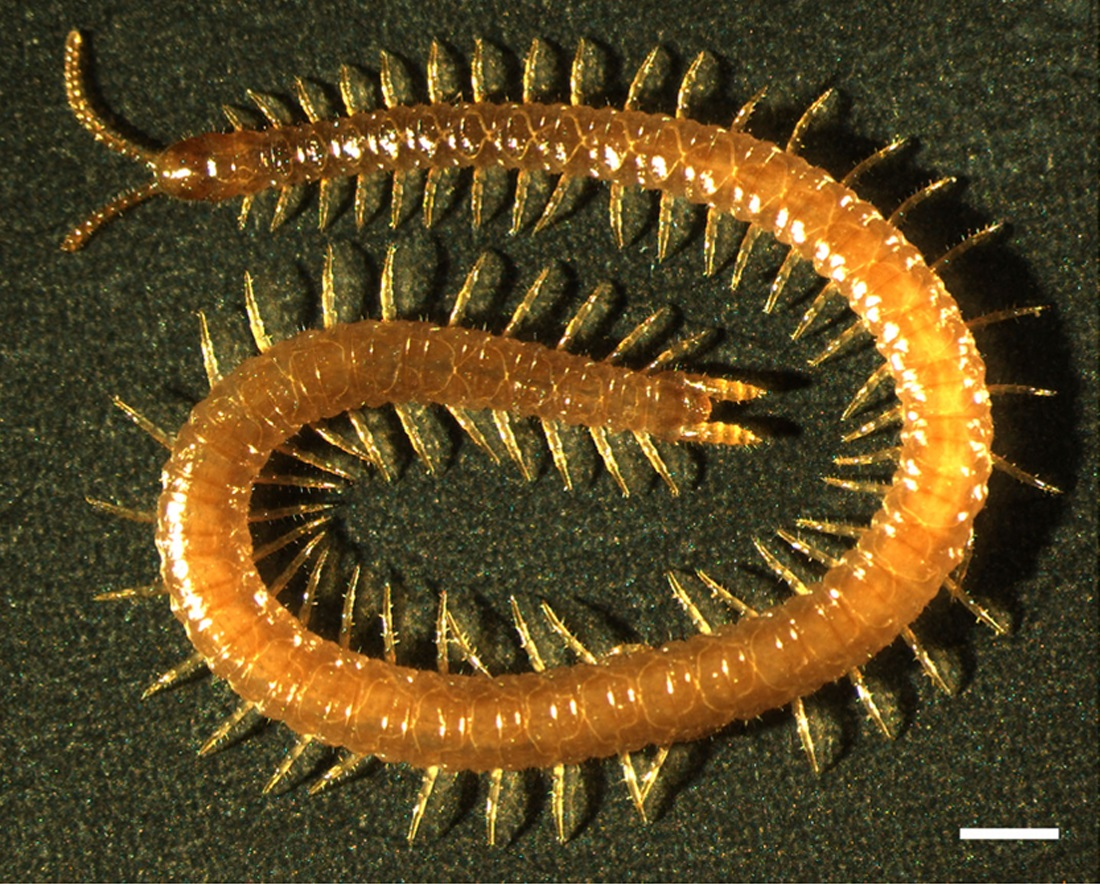
Strigamia maritima (Linotaeniidae).
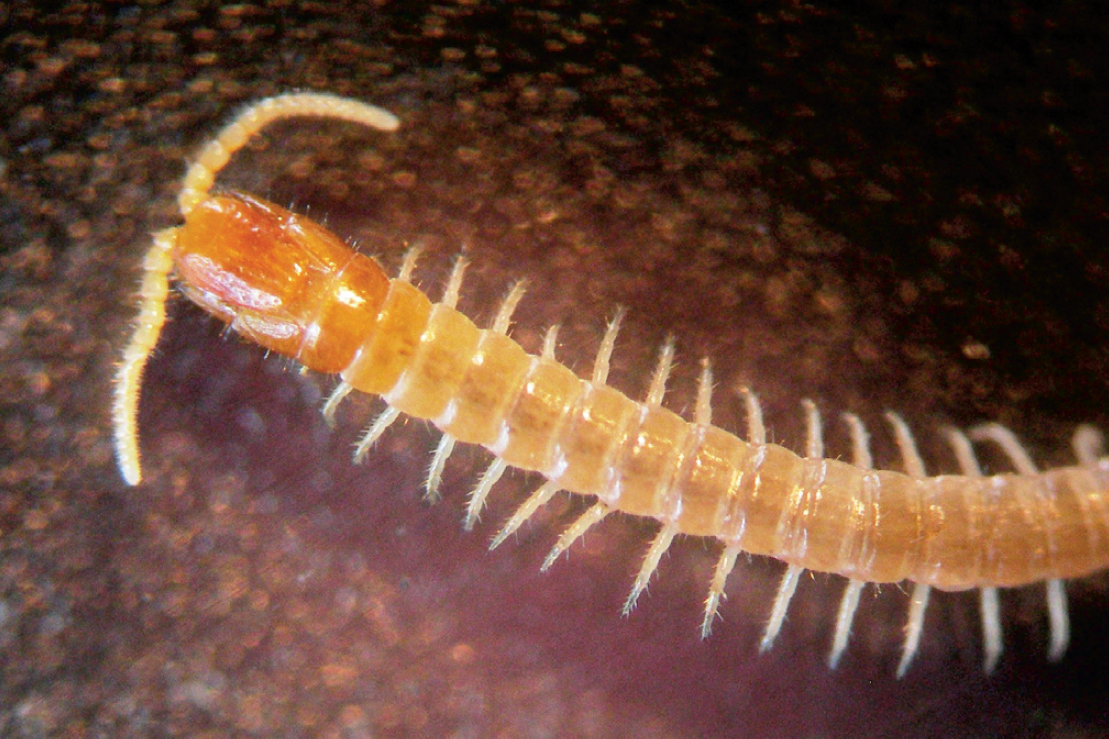
Tygarrup javanicus (Mecistocephalidae).
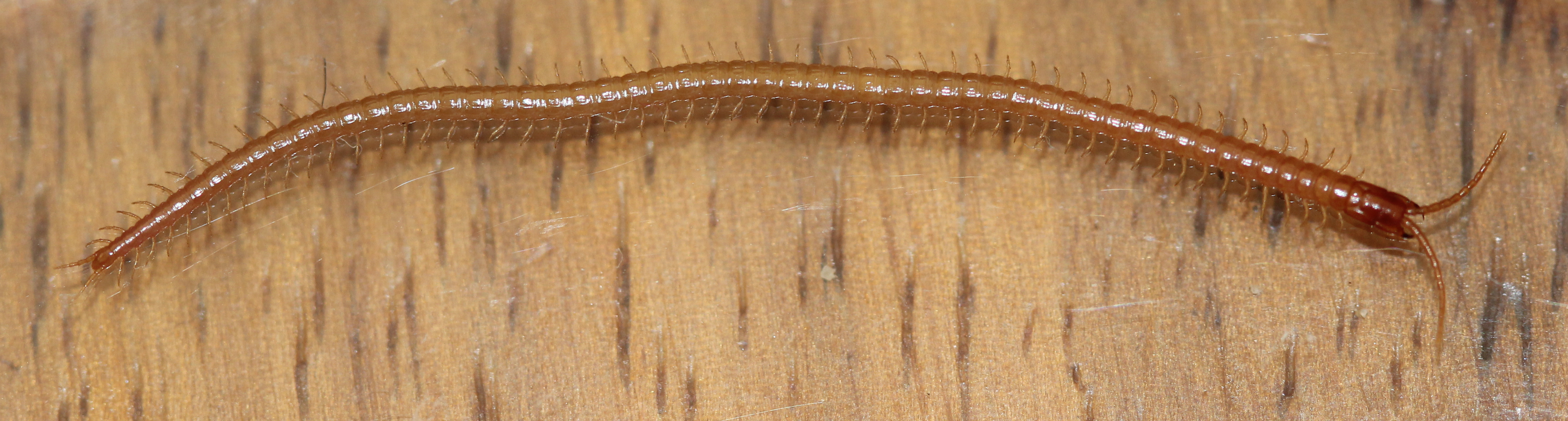
Aspidopleres sp. (Oryidae) : on compte 54 paires de pattes en comptant la première paire transformée en crochets à venin.